# Píšť
Píšť är en ort i Tjeckien. Den ligger i den östra delen av landet, 270 km öster om huvudstaden Prag. Píšť ligger 217 meter över havet och antalet invånare är 2 096.
Terrängen runt Píšť är platt. Runt Píšť är det ganska tätbefolkat, med 124 invånare per kvadratkilometer. Närmaste större samhälle är Ostrava, 17,2 km söder om Píšť. Trakten runt Píšť består till största delen av jordbruksmark.